# توماس برنارد كروات
توماس برنارد كروات مواليد 1938 (بالإنجليزية: Thomas Bernard Croat)‏ هو عالم نبات أمريكي.